# 21562 Chrismessick
21562 Chrismessick è un asteroide della fascia principale. Scoperto nel 1998, presenta un'orbita caratterizzata da un semiasse maggiore pari a 2,5900516 UA e da un'eccentricità di 0,1415450, inclinata di 12,63952° rispetto all'eclittica.